# Ihya Libya
Ihya Libya est un parti politique libyen fondé le 24 août 2017 par Aref Ali Nayed. Son objectif déclaré est de créer un « pays stable, démocratique et prospère ». Après avoir été lancé, le mouvement est passé en sommeil, avant d'être relancé le 20 août 2018, lorsqu'Aref Nayed a annoncé sa candidature aux prochaines élections générales libyennes.
Le mouvement est centré sur « quatre piliers », qui sont des réformes et des développements clés qu'il estime nécessaires pour créer une Libye stable d'ici 2023. Ceux-ci incluent :
- la paix, la sécurité et l'état de droit ;
- le développement économique ;
- le développement humain ;
- la gouvernance et la réforme du secteur public.